# Lake Duborne
Lake Duborne är en sjö i Algoma District i provinsen Ontario i den sydöstra delen av Kanada. Lake Duborne ligger 180 meter över havet. Vattennivån regleras av vattenkraftdammen i Blind Rivers utlopp i North Channel i tätorten Blind River  Arean är 9,33 kvadratkilometer och maxdjupet är 33,5 meter. Sjön är relativt grund i väster och öster, mindre än sex meters djup. I mitten av sjön finns djuppartiet. Sjön genomlöps av vattendraget Blind River med inlopp i nordväst och utlopp i sydväst.

## Geografiska objekt knutna till sjön
Utlopp (vattendrag)
- Blind River

Tillflöden (vattendrag)
- Blind River
- Bearhead Creek
- Black Creek
- Cranberry Creek

Öar
- Blueberry Island
- Little Blueberry Island

Uddar
- Battle Point
- South Point

Vikar
- Medicine Bay